# Lincoln, Quận Vilas, Wisconsin
Lincoln là một thị trấn thuộc quận Vilas, tiểu bang Wisconsin, Hoa Kỳ. Năm 2010, dân số của thị trấn này là 2.384 người.